# Joseph Hudepohl
Joseph Bernard Hudepohl, detto anche Joe (Cincinnati, 16 novembre 1964), è un ex nuotatore statunitense.
Specializzato nello stile libero ha vinto due medaglie d'oro e una di bronzo nelle staffette ai Giochi olimpici di Barcellona 1992 e di Atlanta 1996.

## Palmarès
- Giochi olimpici

Barcellona 1992: oro nella 4x100m sl e bronzo nella 4x200m sl.
Atlanta 1996: oro nella 4x200m sl.
- Campionati panpacifici

Edmonton 1991: oro nella 4x200m sl e argento nei 200m sl.
Kobe 1993: oro nella 4x100m sl e argento nei 50m sl.
Atlanta 1995: oro nella 4x100m sl e argento nella 4x200m sl.